# Damara, Republica Centrafricană
Damara este un oraș din Republica Centrafricană.